# Трактовый сельсовет
Трактовый сельсовет — упраздненный в 1987 году сельсовет в составе Благовещенского района БАССР.
Согласно Указу ВС Башкирской АССР от 10.03.1987 № 6-2/105 посёлки Воскресенка, Никольское, Новотроицкий, Преображенское, деревни Покровское, Старогилево, Троицкое вошли в состав Ильино-Полянского сельсовета Благовещенского района.
Ранее входил упразднённый посёлок Малогилёво.